# Abbazia di Eberbach

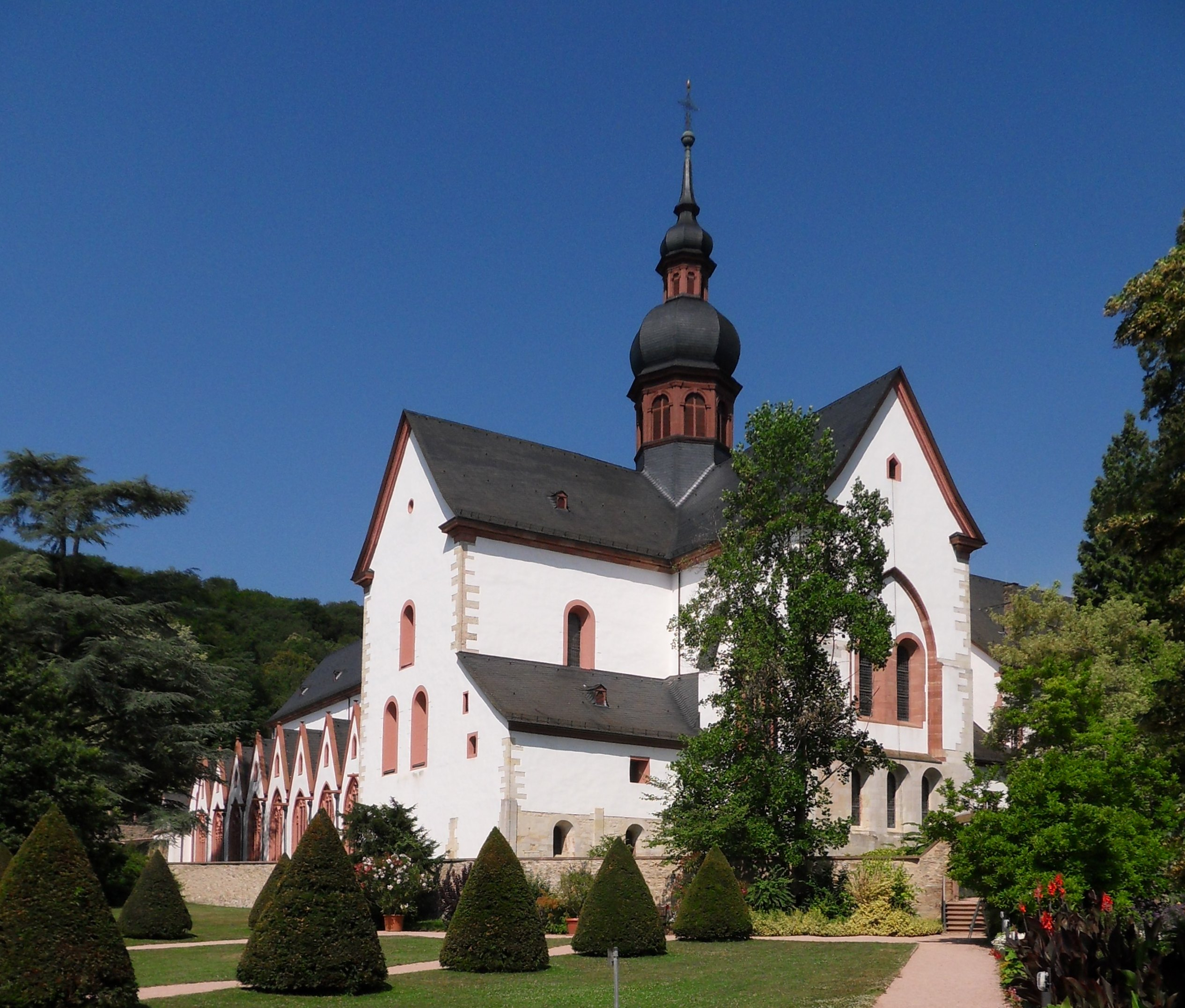
Basilica abbaziale, veduta da sudest

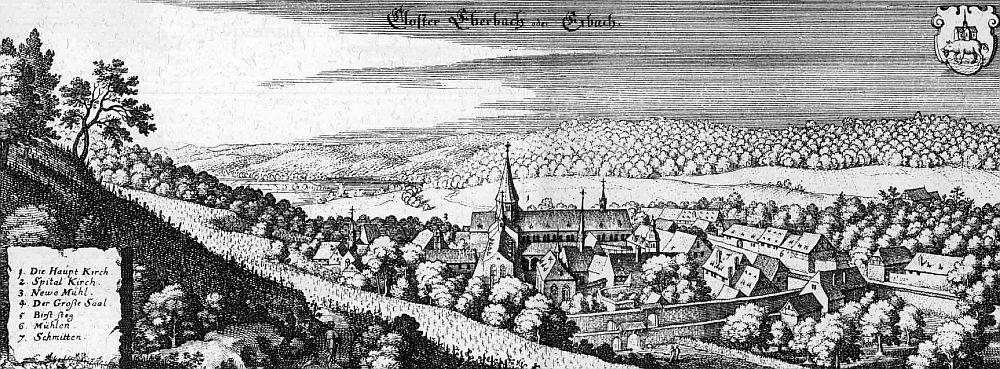
Abbazia di Eberbach – Estratto dalla Topographia Hassiae di Matteo Merian il Giovane 1655

L'abbazia di Eberbach era un'abbazia cistercense situata nei pressi di Eltville sul Reno nel Rheingau. Con i suoi edifici in stile romanico e gotico, appartiene ai monumenti più significativi della Germania. Nell'inverno 1985-86 vi furono girate quasi tutte le scene in interni del film Il nome della rosa.

## Storia

### Precursori
Dal 1131 esisteva al posto dell'attuale gruppo di edifici un insediamento di Canonici agostiniani e benedettini fondato dall'arcivescovo di Magonza, Adalberto I. Questi tuttavia furono cacciati da Adalberto per la loro indisciplina e si trasferirono nella basilica di Sant'Egidio a Mittelheim.

### Fondazione e crescita
Il 13 febbraio 1136 si avverò la fondazione di un convento nel Rheingau, voluta da Bernardo di Chiaravalle. L'abate Rutardo e 12 monaci entrarono nell'edificio già eretto del convento. Il 23 maggio 1186 vi fu la consacrazione della chiesa abbaziale, iniziata nel 1145, da parte dell'arcivescovo Corrado di Wittelsbach, in presenza del vescovo di Münster Ermanno II di Katzenelnbogen, la cui famiglia eresse l'abbazia di Eberbach ad abbazia di famiglia e dal 1311 fece della parte meridionale del transetto della chiesa abbaziale, il cimitero di famiglia.
Verso il 1220 ebbe termine l'erezione dei due edifici romanici dell'abbazia, quello destinato ad ospitare i conversi e l'ospedale. L'abbazia, iniziata da solo 12 confratelli si sviluppò molto rapidamente in una delle maggiori e più importanti abbazie della Germania, dalla quale si svilupparono poi quella di Schönau, presso Heidelberg, nel 1142, quella di Otterberg, nell'Elettorato Palatino (1144), quella di Hocht, successivamente Val-Dieu, presso Liegi, nel 1155, quella di Arnsburg, nel Wetterau (1174).
Dopo la conferma dell'Ordine monastico dovevano vivere nel convento almeno 60 confratelli. Durante il rifiorire delle vocazioni monastiche fra il XII ed il XIII secolo, vivevano ad Eberbach circa 100 monaci e 200 fratelli laici. Essi realizzarono tra i periodi del romanico, gotico e barocco un sistema complesso di edifici abbaziali unico nel suo genere in Germania. In un registro dei beni del 1211, l' Oculus Memoriae è data notizia delle proprietà dell'Abbazia.

### Governo e problemi
I monaci di Eberbach ebbero, anche da un punto di vista economico, un grande successo: delle corrispondenti entrate la fonte principale fu quella dei vigneti. All'inizio del XIII secolo l'Abbazia provvedeva al trasporto sul Reno, persino con imbarcazioni di fabbricazione dei propri fratelli laici, di vino e di sale fino alla città di Colonia.
In un privilegio concesso nel 1162 ad Eberbach da papa Alessandro III, vengono citate una cantina ed una casa a Colonia. All'inizio del XVI secolo alcuni edifici conventuali vennero trasformati in cantine vinicole. Nel 1476 viene citato per la prima volta il vitigno Tauberschwarz.
Durante la guerra dei contadini tedeschi, nel 1525, i ribelli del Rheingau saccheggiarono le scorte dell'abbazia e svuotarono di quasi 2/3 l'enorme botte (capacità circa 71.000 l), detta Das große Eberbacher Fass.
Nel 1631, durante la guerra dei trent'anni, le truppe svedesi occuparono il Rheingau e quindi anche l'abbazia. I soldati svedesi e quelli dell'Assia non solo sequestrarono le scorte di viveri ma anche gli arredi ecclesiastici. Un grosso danno lo subì anche la biblioteca abbaziale, la cui consistenza provata, ancora nel 1502, era di 754 libri. Molti di questi furono sottratti e venduti come bottino di guerra, ma la maggior parte andò presumibilmente distrutta. La perdita più significativa fu quella delle opere del filosofo e teologo Meister Eckhart, che a tutt'oggi non risulta ancora che sia stata recuperata. I monaci, che si erano rifugiati a Colonia, rientrarono nel 1635 e si dedicarono alla ricostruzione dell'Abbazia, che, in considerazione dei gravi danni subiti, procedette molto lentamente.
Il secolo XVIII fu segnato dalla ripresa economica. I bilanci annuali documentano, che di nuovo gli utili erano collegati al mercato dei capitali di Francoforte sul Meno. Si giunse anche ad una vivace attività costruttiva.

### Decadenza
La decadenza finale ebbe luogo con la rivoluzione francese. Gli elevati costi della guerra ed una politica tedesca nuova dovuta alla Reichsdeputationshauptschluss (1803) condussero al trasferimento della proprietà dell'Abbazia al principe Federico Augusto di Nassau-Usingen, che il 18 settembre 1803 sciolse l'istituzione e costrinse così l'ultimo abate, Leonhard II. Müller von Rüdesheim, ed i suoi confratelli a lasciare il convento.

### I tempi dopo la secolarizzazione
Dopo la secolarizzazione dei beni ecclesiastici del 1803 il territorio abbaziale passò di proprietà come zona di produzione vinicola dello stato di Nassau-Usingen fino al 1866, poi alla Prussia fino al 1945 ed infine allo stato dell'Assia.
Nei primi anni ebbe luogo la scomposizione del chiostro, e si giunse alla svendita ed alla dispersione dell'inventario abbaziale. I fabbricati vennero adibiti fino al 1912 a prigione. In ragione di un editto del Ducato di Nassau, una parte dell'abbazia venne adibita a manicomio, successivamente Clinica di Psichiatria e Psicoterapia di Eichberg. La clinica psichiatrica rimase ivi fino al 1973.
Durante la guerra fredda Eberbach fu utilizzato dal governo dell'Assia come luogo di fuga in caso di emergenza. Vi furono installate in alcuni locali apparati radio, generatori di corrente e luci di sicurezza.
Nel 1998 vi ebbe luogo il trasferimento di proprietà all'Ente di diritto pubblico, Fondazione dell'Abbazia di Eberbach.
Dopo molteplici lavori di restauro Eberbach funse, fra l'altro, come sede di organizzazione culturale ma anche come sfondo cinematografico (per esempio nel 1985 vi furono girate molte scene del film tratto dal romanzo di Umberto Eco, Il nome della rosa). Hanno Hahn ottenne la sua laurea presso l'Università di Francoforte dissertando sul tema Die Kirche der Zisterzienser-Abtei und die Romanische Ordensbaukunst der Zisterzienser im 12. Jahrhundert. (La chiesa abbaziale cistercense di Eberbach nel Rheingau e lo stile costruttivo romanico cistercense nel XII secolo). Lo scrittore tedesco Berndt Schulz ambientò i suoi romanzi gialli Regenmord (2007) und Die verzauberten Frauen (2011) nell'Abbazia.

## Creazione della Fondazione di diritto pubblico
Con effetto dal 1º gennaio del 1998 il land dell'Assia acquisì l'intero impianto abbaziale come patrimonio immobiliare di proprietà di una fondazione di diritto pubblico.
La costituzione della Fondazione dell'Abbazia di Eberbach (Stiftung Kloster Eberbach) venne pubblicato nella Gazzetta ufficiale dello stato dell'Assia il 2 febbraio dello stesso anno alla pag. 347.
La Fondazione ha lo scopo di fare dell'Abbazia un monumento culturale mediante l'utilizzo permanente moderato e conforme alle caratteristiche del luogo della sua struttura, così come quello di conservare la sua storica tradizione di coltura dei vigneti.
Nel quadro di questo compito, nel 2002 venne elaborato un piano e varati comitati, che potessero provvedere alle operazioni necessarie per la realizzazione degli obiettivi.

## Edifici abbaziali

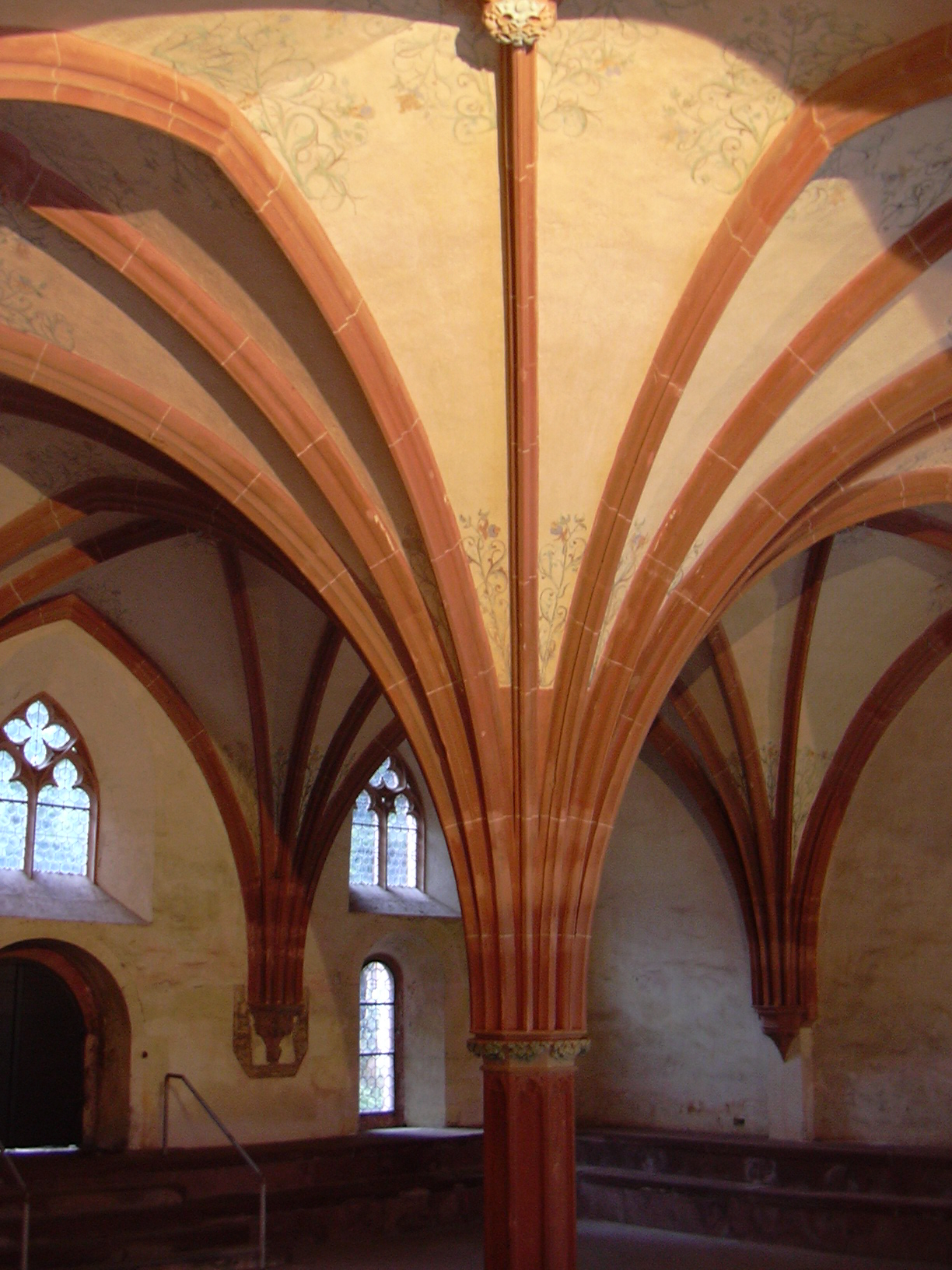
Sala capitolare

- Chiesa abbaziale: si tratta di una basilica a tre navate con base a forma di croce, dotata di 11 campate, con una pianta a due distinte zone a pareti interne verticali e volte a crociera e numerosi monumenti funerari fra i quali quelli dei vescovi di Magonza;
- Transetto settentrionale: in parte romanico, in parte gotico come il lato occidentale, nel 1804 ne vennero demolite le ali est e sud, per utilizzarle quali materiale da costruzione del parco del castello di Biebrich o della chiesa parrocchiale di Kelkheim-Münster;
- Sala capitolare (lato est del transetto): uno spazio quadrato in stile tardo-gotico con volte a stella sulle colonne centrali e con pitture restaurate sulle pareti;
- Chiusura settentrionale del Fraternei (spazio di lavoro): uno spazio in stile gotico originale con pesanti volte a crociera, usato fin dal Medioevo come cantina per il vino (nota anche come Cabinetkeller)
- Dormitorio dei monaci: una sala in stile gotico originale lunga 72 m con volta a crociera e basse colonne con capitelli scolpiti. Si trovano in Europa poche sale di questa misura e nel contempo qualità architettonica.
- Ala nord dell'edificio di clausura (ristrutturato nel XVIII secolo): il refettorio è una sala con soffitto decorato a stucco da Daniel Schenk. Originariamente vi era un refettorio romanico che si estendeva verso nord;
- Ala nord e ovest: dal 1995 è adibita, nel piano superiore, a museo abbaziale. Esso contiene le più antiche vetrate interne di cultura tedesca cistercense (verso il 1180), capitelli originali dal transetto, che vennero sostituiti da copie, più in là diverse sculture, dipinti, mobili barocchi e reperti archeologici;
- Edificio dei conversi (casa die fratelli laici): sin tratta di un edificio che si estende verso ovest con un refettorio lungo 45 m con volta a crociera nel quale sono sistemati 12 torchi, datato tra il 1668 ed il 1801. A nord si collega con il birrificio e diversi altri corpi per attività varie, eretti nel XVII secolo. Al di sopra ancora una zona con volta a crociera ospita il dormitorio dei conversi lungo 83 m, il più ampio spazio per laici del romanico europeo. Visitabile solo in occasione di manifestazioni;
- Ad est degli edifici di clausura: edifici per ospedale, camera del tesoro, zona die torchi.

## Galleria d'immagini della chiesa abbaziale

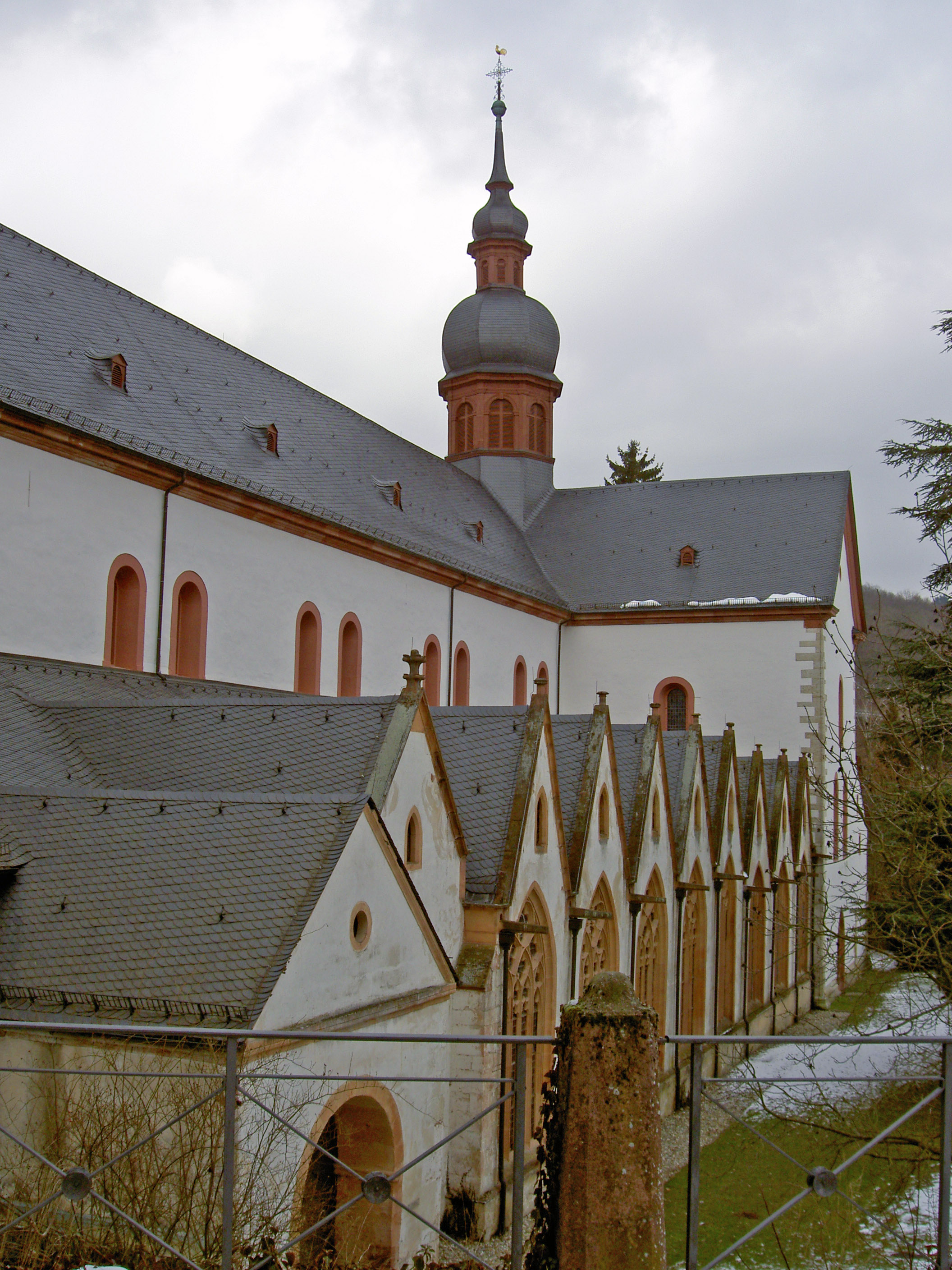
Basilica
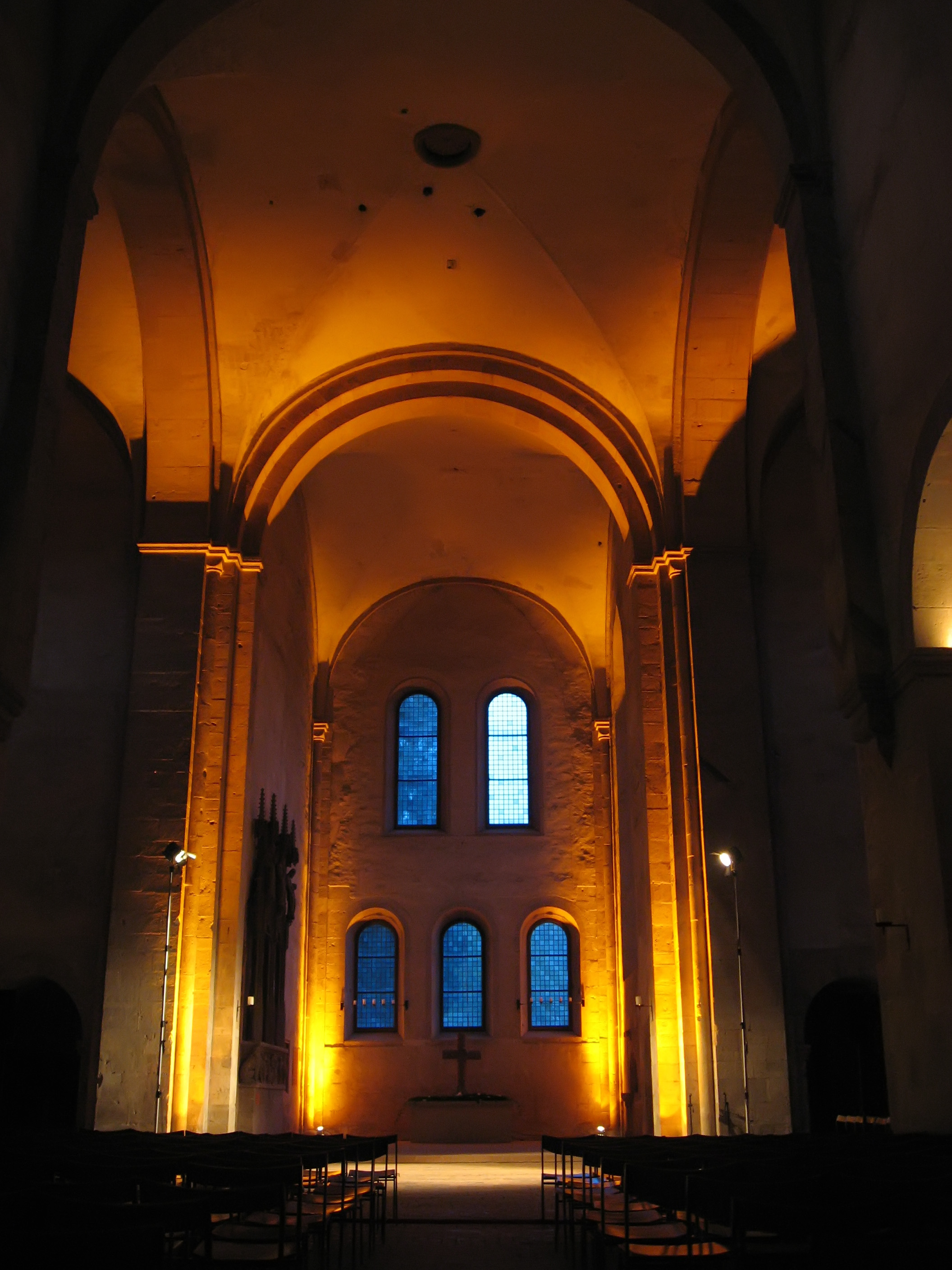
Interno della Basilica
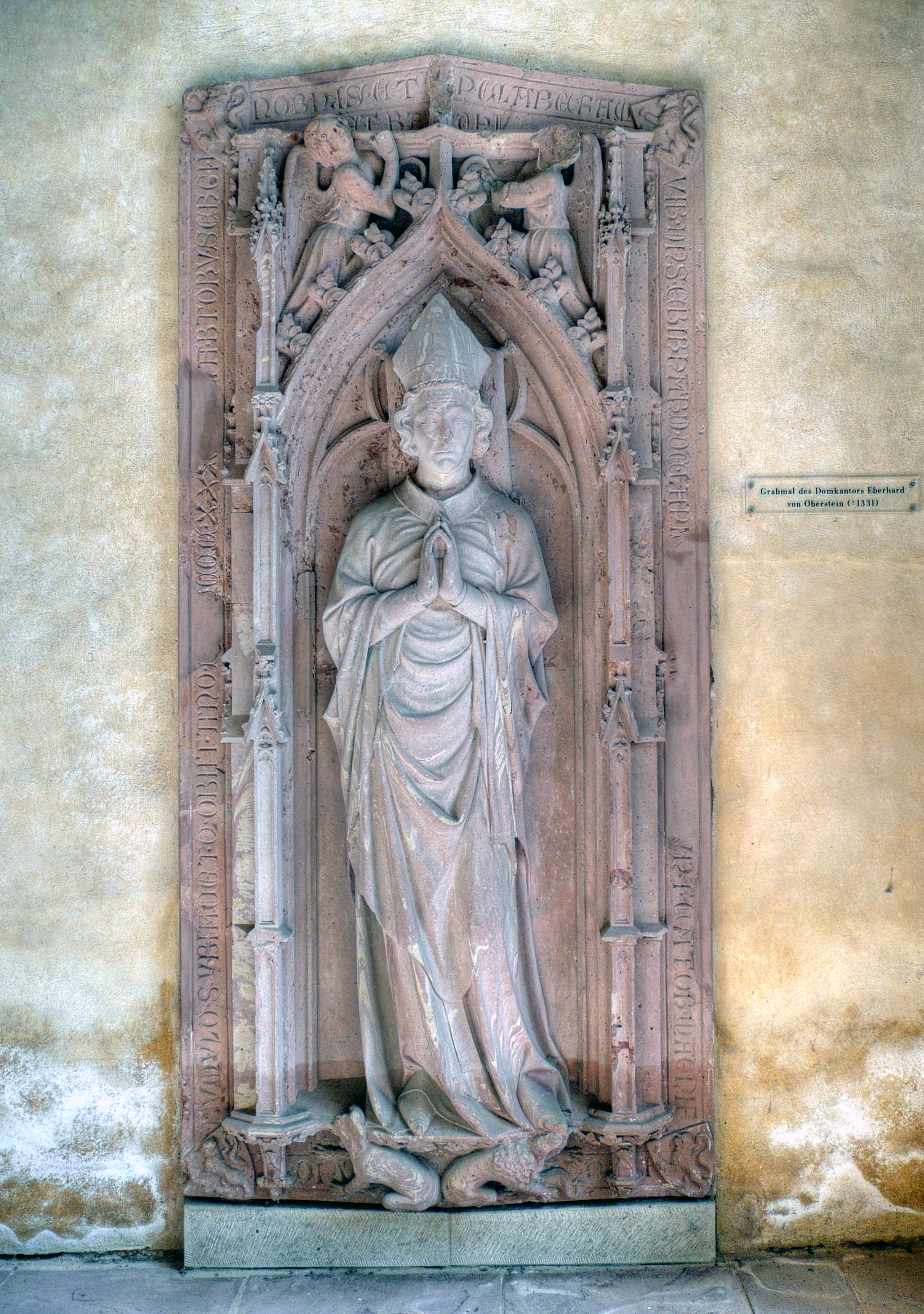
Lastra tombale del cantore del Duomo Eberhard von Oberstein
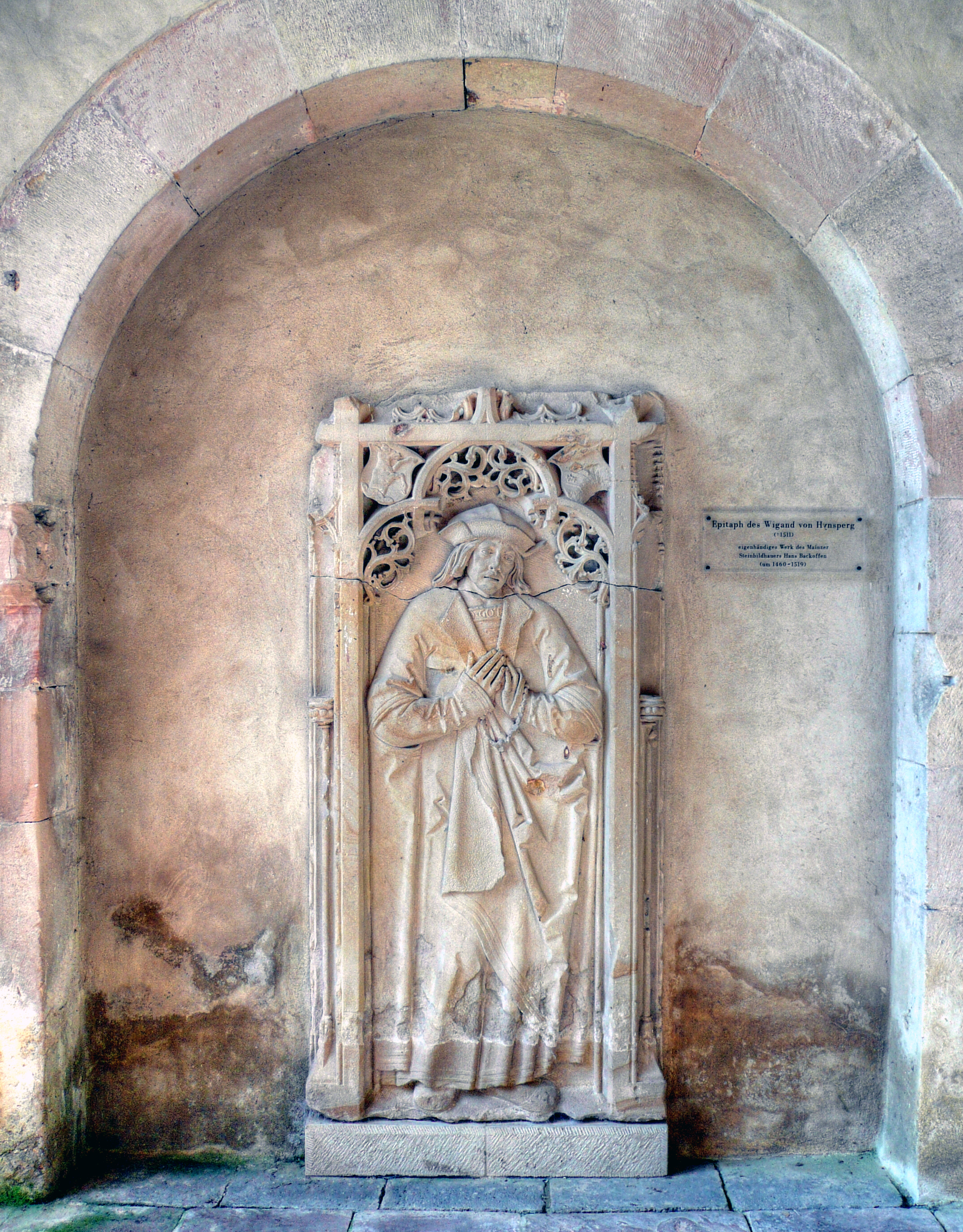
Lastra tombale di Wigand von Hynsperg
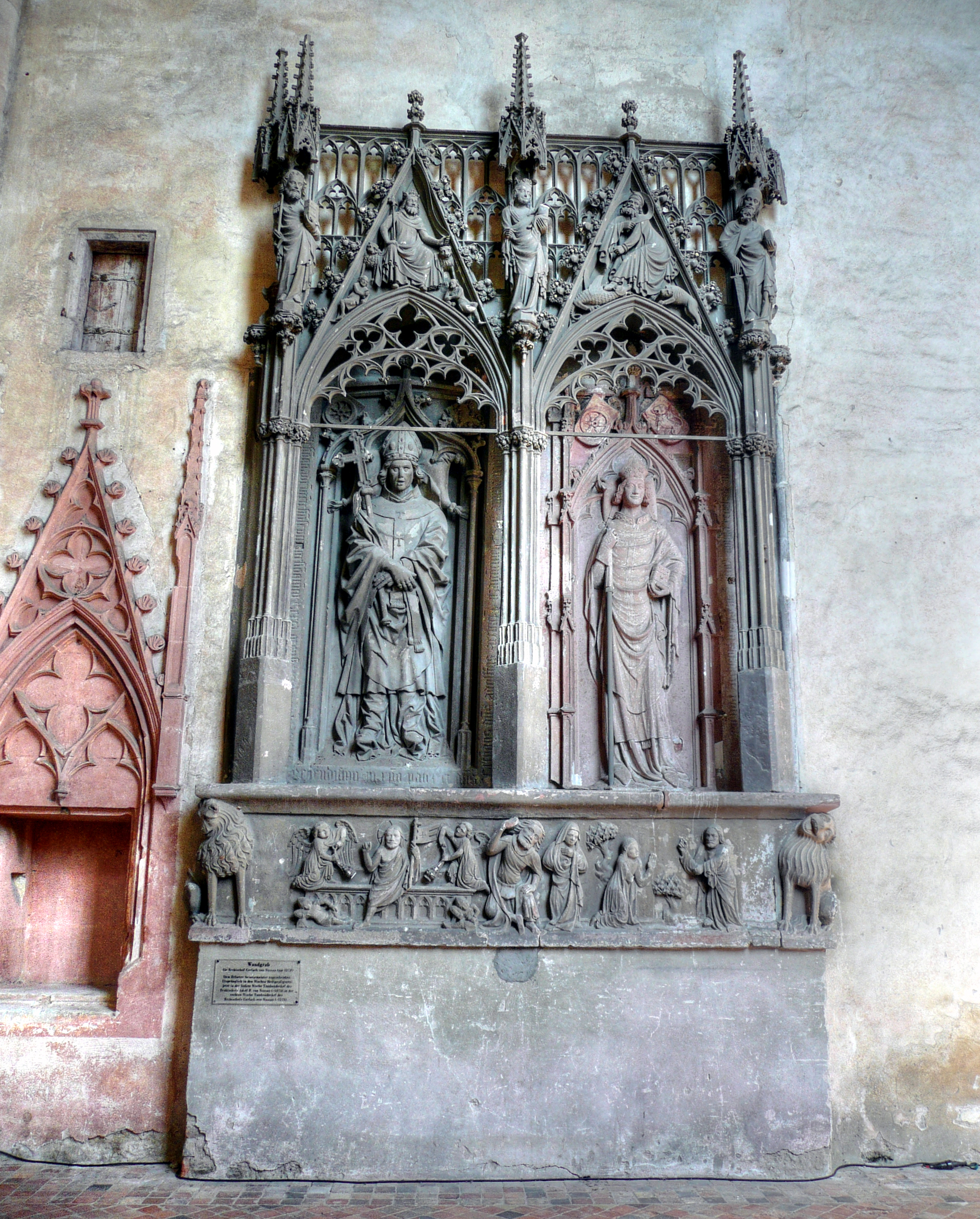
Monumento funebre dell'arcivescovo Gerlach von Nassau
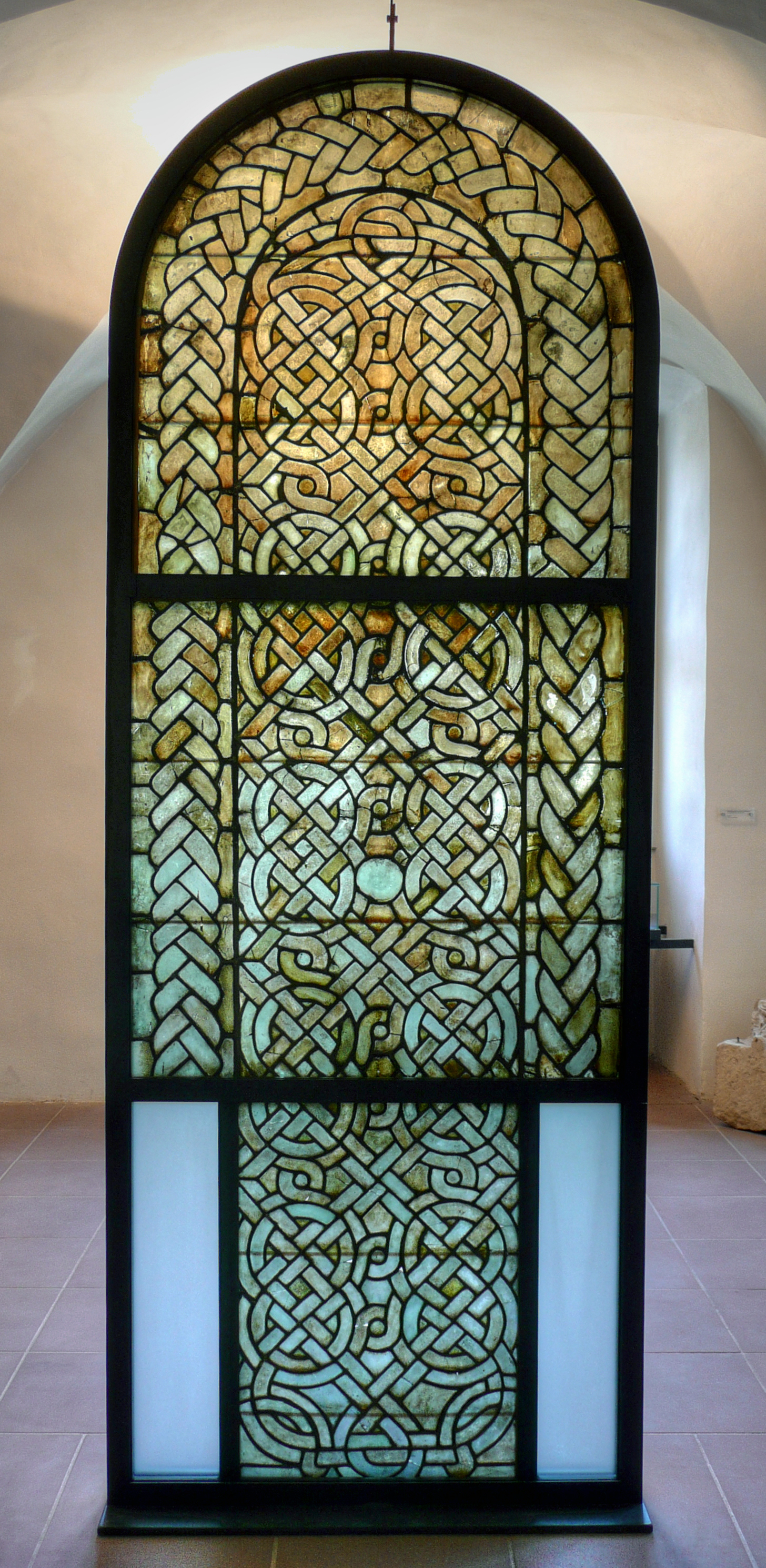
Finestra del 1180 circa (ora nel Museo abbaziale)

## Galleria d'immagini di refettori e dormitori

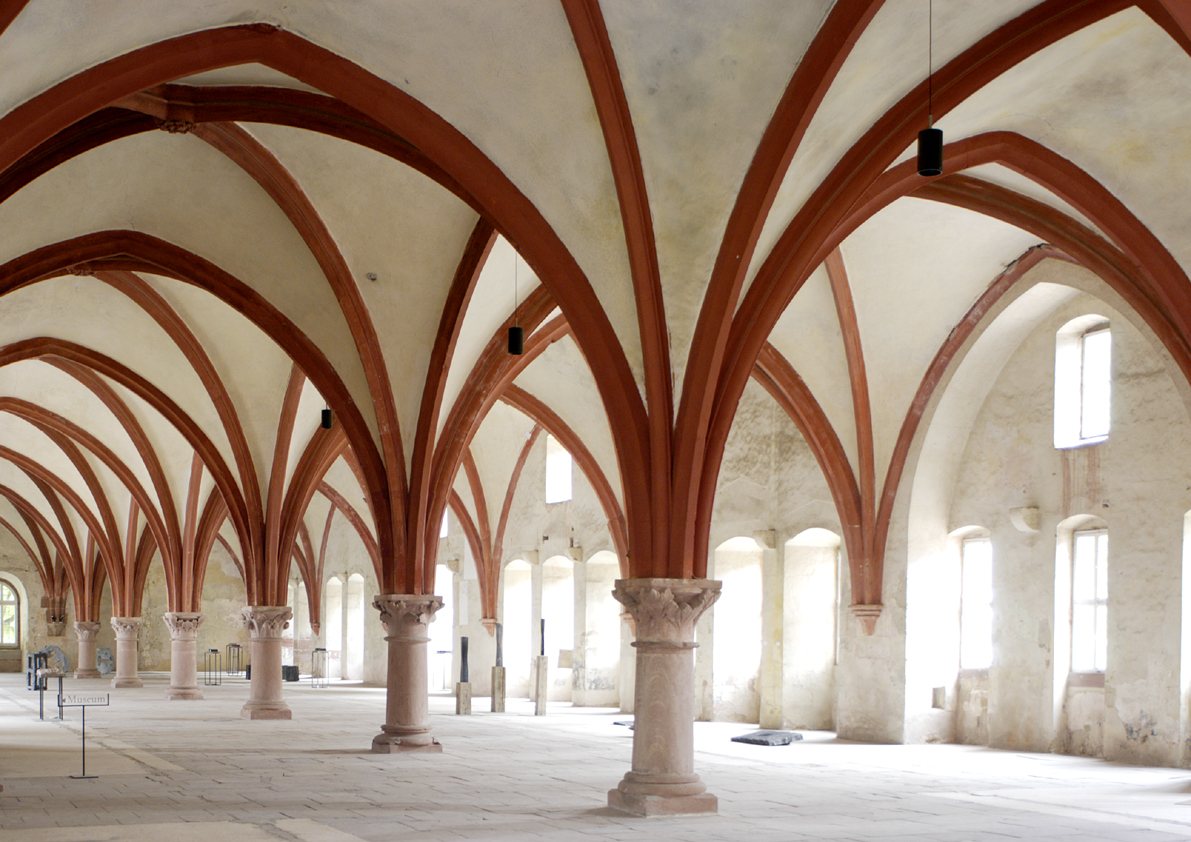
Dormitorio dei monaci
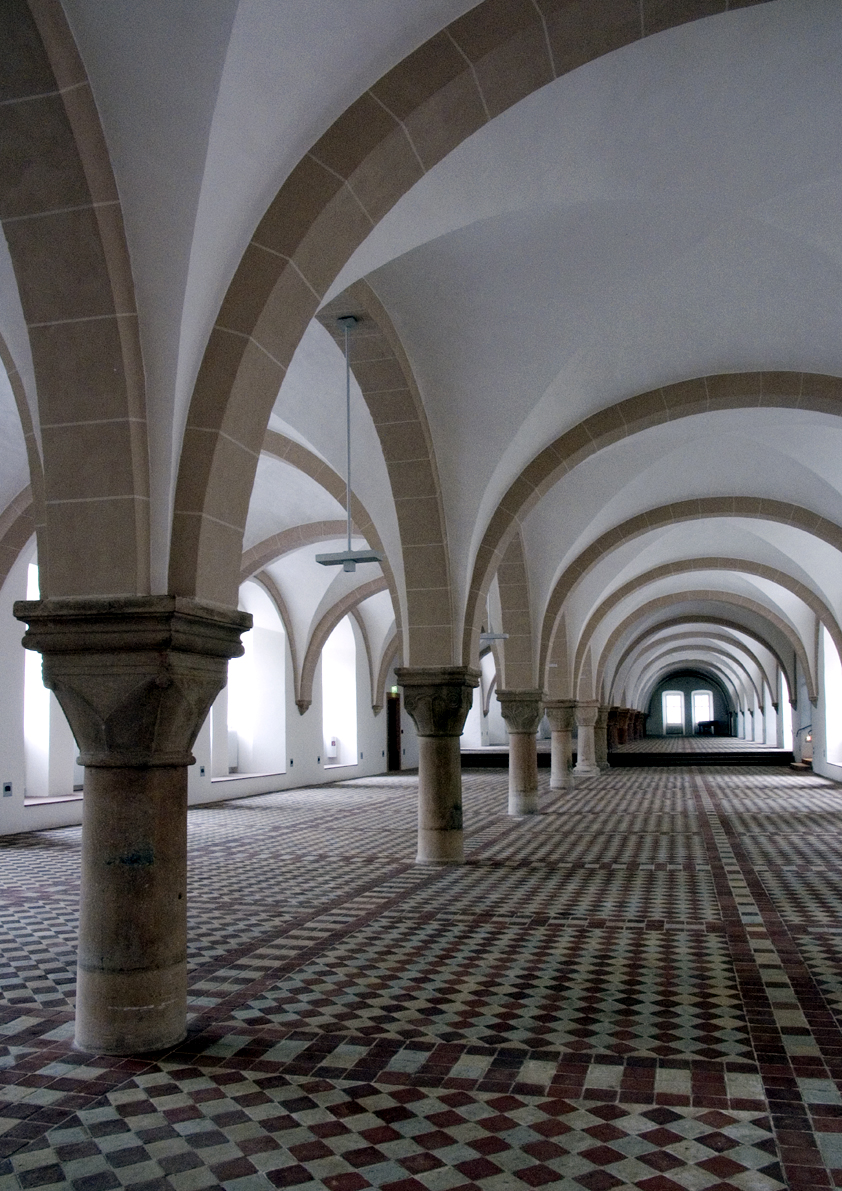
Dormitorio dei conversi
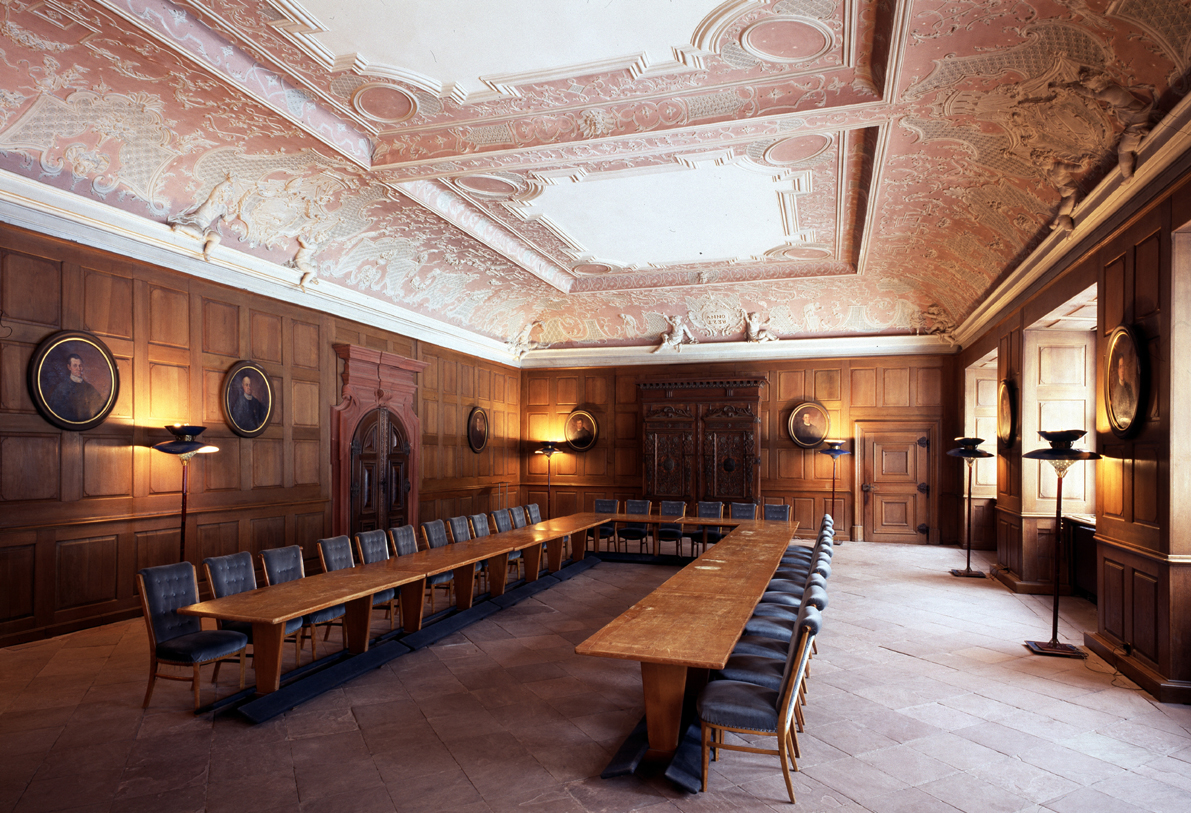
Refettorio dei monaci
12 torchi da vite storici nel refettorio dei conversi.

## Ex vigneto abbaziale

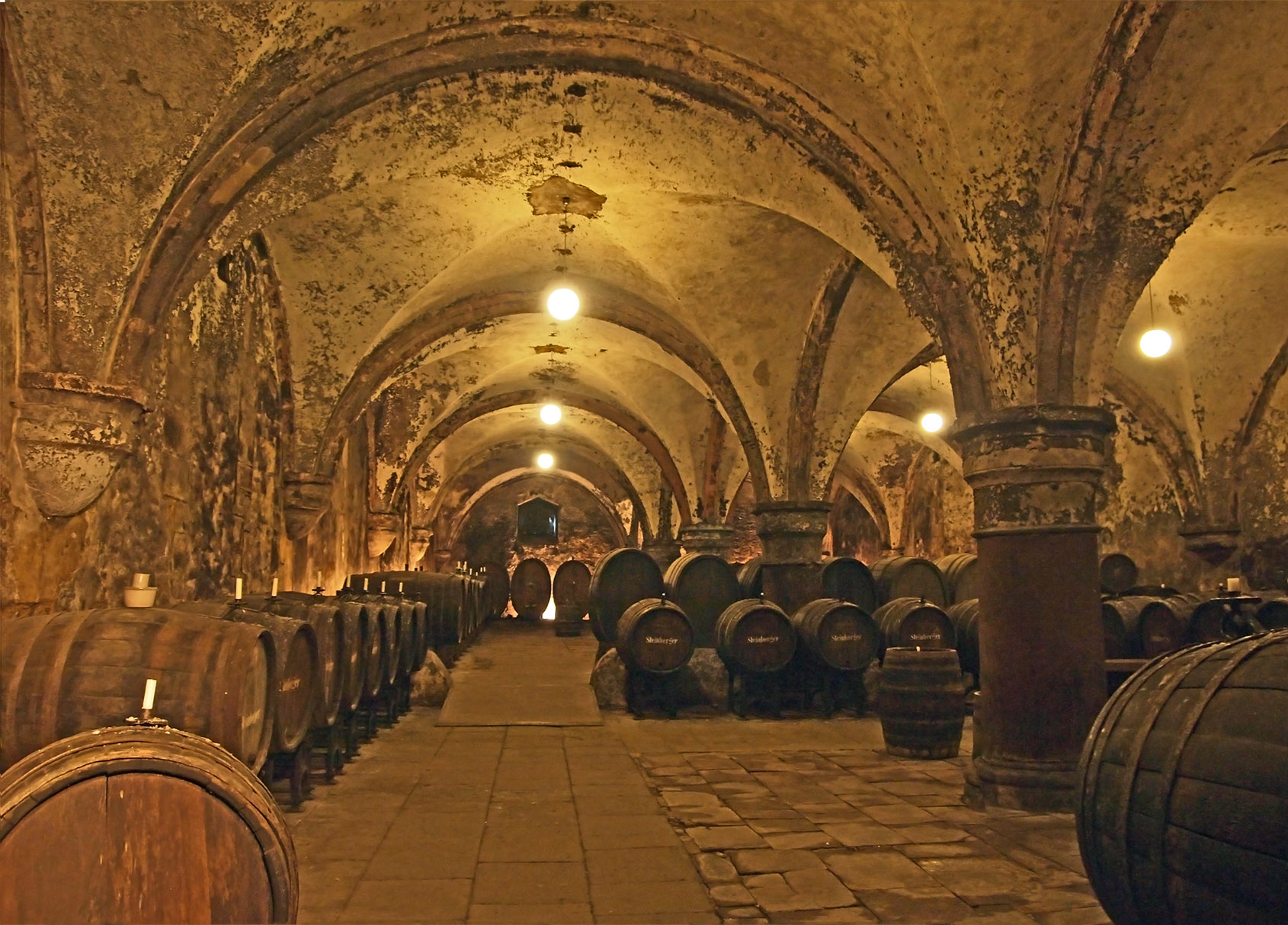
Fraternei, oggi Cabinetkeller

L'azienda vinicola dei monaci cistercensi dell'abbazia di Eberbach, con i suoi 300 ha di superficie coltivata era la più grande dell'Europa medievale.
I vigneti di allora, tutti recintati, si trovano oggi prevalentemente in possesso dell'Azienda statale dell'Abbazia di Eberbach, l'azienda vinicola attualmente più grande di tutta la Germania, della quale circa 200 ha sono coltivati per i ¾ Riesling, ma vi sono anche piantati vitigni Chardonnay, Pinot bianco, Pinot grigio, Pinot nero e Dornfelder.
Nella nuova cantina viene gestita anche un'enoteca.

## Parte esterna
Nel 2004 la Fondazione indisse una gara limitata per la ristrutturazione degl'impianti esterni per circa 7,5 ha. Il progetto vincente dello studio berlinese Bernard und Sattler Landschaftsarchitekten si basava su un confronto del pensiero originale cistercense e dei suoi principi costituenti. Scopo della ristrutturazione era quello di trasmettere al visitatore la luminosa semplicità delle immagini cistercensi, così come porre l'accento sulla particolarità dell'insieme edificato. I lavori iniziarono dal 2006 con un'attività graduale il cui termine è previsto per il 2014.

## Oggi

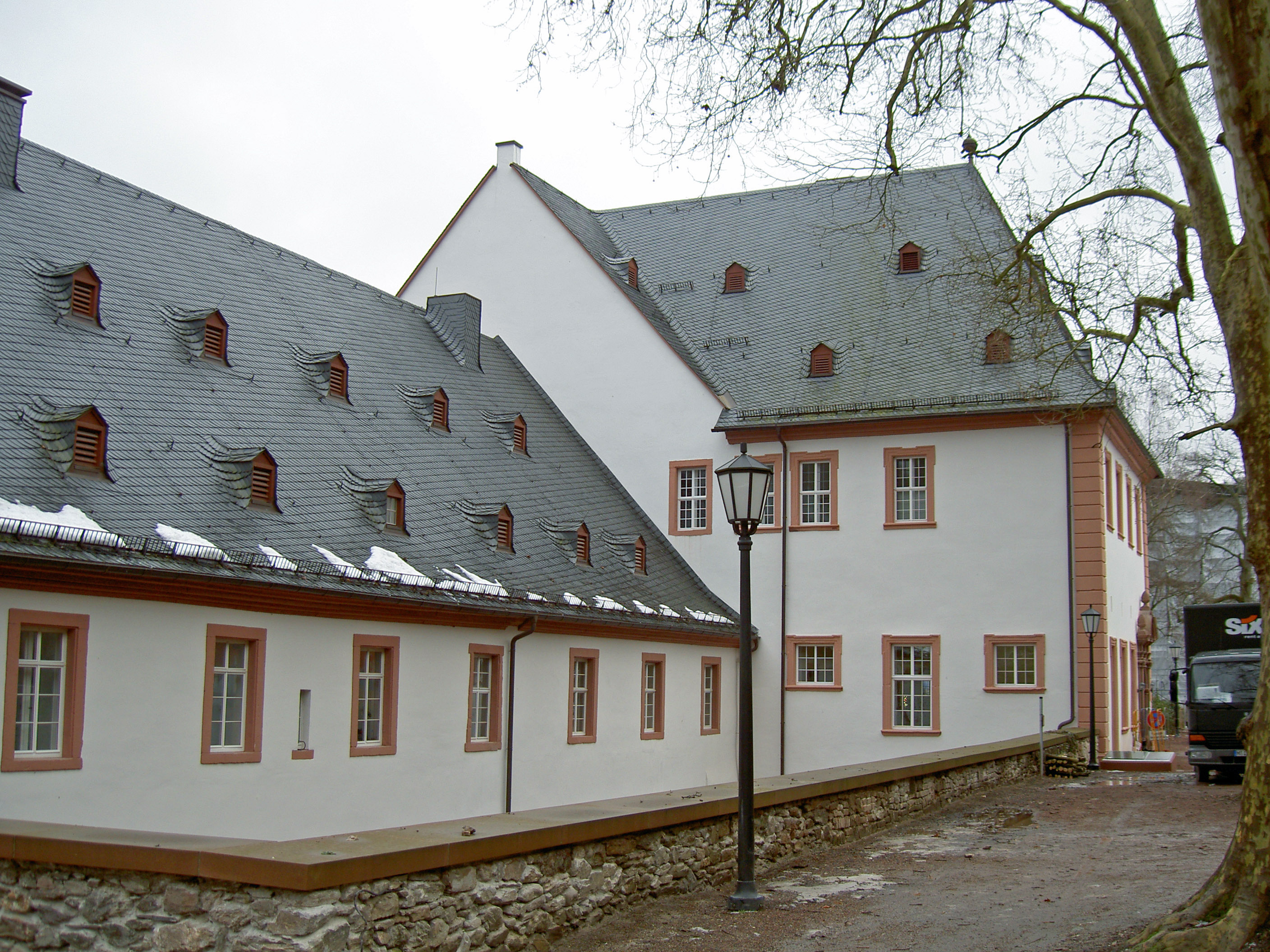
Edificio per i conversi

L'Abbazia è un centro di manifestazioni per i concerti del Rheingau Musik Festival.
Gli spazi accessibili possono essere visitati tutti i giorni individualmente o con guida. Per conferenze e manifestazioni sono disponibili su prenotazione alcuni spazi.
Una particolarità è rappresentata dalla presenza del colubro di Esculapio nella zona abbaziale. In tale tema vengono sporadicamente offerte visite guidate dall'Associazione per la difesa della natura.
Si possono prenotare anche assaggi di vini per gruppi e due volte l'anno si svolge un'asta vinicola.
L'inondazione dell'Abbazia a causa degli acquazzoni della notte del 26 aprile 2005 provocò enormi danni. Una grande parte degl'impianti abbaziali furono inondati. L'inondazione ebbe luogo dopo che le frequenti piogge fecero esondare il Kisselbach ed il canale di scolo che correva sotto l'Abbazia fin dal XVIII secolo collassò.
Il 5 marzo 2008 l'Abbazia di Eberbach venne inserita nell'elenco dei beni culturali da difendere ai sensi dell'articolo 1 della Convenzione dell'Aia per la difesa dei beni culturali in caso di conflitto armato.
Il 20 marzo 2010 ebbe luogo nell'ex dormitorio di Eberbach l'inserimento dell'Abbazia nella "Charte européenne des Abbayes et Sites Cisterciens", che nel 1988 venne richiamata in vita dai rappresentanti di una ex Abbazia cistercense della terra di origine dell'Ordine, la Francia. Intanto appartengono all'associazione più di 160 membri, soprattutto nelle terre francofone, mentre in quelle di lingua tedesca vi sono 16 siti.
L'Istituto tedesco per il vino (DWI=Deutsches Wein Institut) attribuì nel 2010, per la prima volta, i Punti di eccellenza della cultura del vino e tra i primi 13 vi è anche l'Abbazia di Eberbach.

### Elenco degli abati
- 1136–1157 	Ruthard
- 1158–1165 	Eberhard
- 1171–1178	Gerhard
- 1178–1191 	Arnold
- 1192–1196 	Gerhard (per la seconda volta)
- 1196–1203 	Mefried
- 1203–1206 	Albero
- 1206–1221 	Theobald
- 1221 	Konrad I.
- 1222–1227 	Erkenbert
- 1228–1247 	Rimund
- 1248–1258 	Walter
- 1258–1261 	Werner (assassinato da un confratello laico)
- 1262–1263 	Heinrich I.
- 1263–1271 	Ebelin
- 1272–1285 	Richolf
- 1285–1290 	Heinrich II.
- 1290–1298 	Siegfried
- 1298–1306 	Johann I.
- 1306–1310 	Peter
- 1310–1346 	Wilhelm
- 1346–1352 	Nikolaus I.
- 1352–1369 	Heinrich III. aus Köln
- 1369–1371 	Konrad II.
- 1372–1392 	Jakob aus Eltville
- 1392–1407 	Nikolaus II. aus Boppard
- 1407–1436 	Arnold II. aus Heimbach
- 1436–1442 	Nikolaus III. aus Kaub
- 1442–1456 	Tillmann aus Johannisberg
- 1456–1471 	Richwin aus Lorch

- 1471–1475 	Johann II. aus Germersheim
- 1475–1485 	Johann III. Bode aus Boppard
- 1485–1498 	Johann IV. Edelknecht aus Rüdesheim
- 1498–1506 	Martin Rifflinck aus Boppard
- 1506–1527 	Nikolaus IV. aus Eltville
- 1527–1535 	Lorenz aus Dornberg
- 1535 	Wendelin aus Boppard
- 1535–1539 	Karl Pfeffer aus Mainz
- 1539–1541 	Johann V. Bertram aus Boppard
- 1541–1553 	Andreas Bopparder aus Koblenz
- 1553–1554 	Pallas Brender aus Speyer
- 1554–1565 	Daniel aus Bingen
- 1565–1571 	Johann VI. Monderal aus Boppard
- 1571–1600 	Philipp Sommer aus Kiedrich
- 1600–1618 	Valentin Molitor aus Rauenthal
- 1618–1632 	Leonhard I. Klunckard aus Rüdesheim
- 1633–1642 	Nikolaus V. Weinbach aus Oberlahnstein
- 1642–1648 	Johann VII. Rumpel aus Ballenberg
- 1648 	Johann VIII. Hofmann aus Miltenberg
- 1648–1651 	Christoph Hahn
- 1651–1653 	Balthasar Bund aus Aschaffenburg
- 1653–1665 	Vinzenz Reichmann aus Eltville
- 1665–1666 	Eugen Greber aus Mainz
- 1667–1702 	Alberich Kraus aus Boxberg
- 1702–1727 	Michael Schnock aus Kiedrich
- 1727–1737 	Adolph I. Dreimü(h) len aus Eltville
- 1737–1750 	Hermann Hungrichhausen aus Mengerskirchen
- 1750–1795 	Adolph II. Werner aus Salmünster
- 1795–1803 	Leonhard II. Müller aus Rüdesheim (costretto a lasciare l'abbazia)